# Strongylamma carteri
Strongylamma carteri är en svampdjursart som först beskrevs av Arthur Dendy 1895.  Strongylamma carteri ingår i släktet Strongylamma och familjen Tedaniidae. Inga underarter finns listade i Catalogue of Life.